# Perístasi
Perístasi är en ort i Grekland.   Den ligger i prefekturen Nomós Pierías och regionen Mellersta Makedonien, i den norra delen av landet, 270 km norr om huvudstaden Aten. Perístasi ligger 23 meter över havet och antalet invånare är 2 454.
Terrängen runt Perístasi är platt. Havet är nära Perístasi österut.  Närmaste större samhälle är Kateríni, 3,1 km väster om Perístasi. Trakten runt Perístasi består till största delen av jordbruksmark.